# Station Sierpc Wąskotorowy
Station Sierpc Wąskotorowy is een gesloten spoorwegstation in de Poolse plaats Sierpc.